# Prismatolaimus stenolaimus
Prismatolaimus stenolaimus is een rondwormensoort uit de familie van de Prismatolaimidae.